# Epicharis zonata
Epicharis zonata là một loài Hymenoptera trong họ Apidae. Loài này được Smith mô tả khoa học năm 1854.